# Hanjian
Das Hanjian (chinesisch 汗简) ist ein Werk von Guo Zhongshu (郭忠恕) († 977) aus der Zeit der Song-Dynastie. Das Werk untersucht alte Formen von chinesischen Schriftzeichen (chinesisch 古文, Pinyin gǔwén).
Zheng Zhen (郑珍) hat dem Werk in der Qing-Zeit eine kritische Monographie gewidmet.

## Ausgaben
Im Sibu congkan xubian (四部丛刊续编), einer der Fortsetzungen des Sibu congkan, ist eine handgeschriebene Kopie von Feng Jicang (冯己苍) abgedruckt.